# Georg Angermaier
Georg Angermaier (* 6. Januar 1913 in Würzburg; † 27. März 1945 in Berlin) war ein deutscher Jurist, Staatswissenschaftler und Widerstandskämpfer gegen den Nationalsozialismus.

## Leben und Wirken
Angermaier wurde als Sohn des Schuhmachers Johann Georg Angermaier und seiner Frau Maria Katharina in Würzburg geboren. Von 1925 bis 1932 besuchte er das Neue Gymnasium, sowie das bischöfliche Knabenseminar Kilianeum zu Würzburg. Anschließend studierte Angermaier an der Julius-Maximilians-Universität Würzburg Philosophie und Jura. 1937 promovierte er zum Doktor der Rechte und 1938 zum Doktor der Staats- und Wirtschaftswissenschaften. Während der Zeit seines Studiums wurde er Mitglied der katholischen Studentenverbindung Normannia Würzburg im KV.
Angermaier arbeitete als Vertreter der Laien im Ausschuss für Ordensangelegenheiten seit seiner Gründung 1941 zusammen mit den Patres Lothar König SJ, Odilo Braun OP, Augustin Rösch SJ, Laurentius Siemer OP, sowie einige Mitglieder der Fuldaer Bischofskonferenz wie Konrad Graf von Preysing und Johann Baptist Dietz, der Ausschuss wurde als Reaktion auf den nationalsozialistischen Klostersturm ins Leben gerufen.
Im Jahr 1940 heiratete er Antonia Binz und hatte mit ihr vier Kinder. Zwei Jahre später verfasste er Staatsaufbau- und Verfassungspläne im Umfeld des Kreisauer Kreises. Am 27. März 1945 kam Angermaier bei einem Verkehrsunfall, an dem ein SS-Auto beteiligt war, in Berlin ums Leben. Der Unfallhergang wurde nie geklärt.